# Greegor Peak
Der Greegor Peak ist ein 550 m hoher Berg im westantarktischen Marie-Byrd-Land. Er ragt 5 km westsüdwestlich des Mount Passel in den Denfeld Mountains der Ford Ranges auf.
Wissenschaftler der United States Antarctic Service Expedition (1939–1941) kartierten ihn. Der United States Geological Survey nahm dies anhand eigener Vermessungen und Luftaufnahmen der United States Navy aus den Jahren von 1959 bis 1965 erneut vor. Das Advisory Committee on Antarctic Names benannte ihn 1970 nach dem Biologen David H. Greegor, der im Rahmen des United States Antarctic Research Program von 1967 bis 1968 an der zweiten Vermessungskampagne im Marie-Byrd-Land beteiligt war.